# Knjižnica Lendava
Knjižnica  Lendava je osrednja splošna knjižnica s sedežem na Glavni ulici 12 (Lendava).
Ima dislocirane enote: Dobrovnik, Dolina, Gaberje, Genterovci, Petišovci, Črenšovci, Hotiza, Kobilje, Odranci, Srednja Bistrica, Turnišče in Velika Polana.